# Vlasta Prášilová
Vlasta Prášilová (1925 nebo 1926 – ?) byla československá sportovní plavkyně.
Závodnímu plavání se věnovala v Brně v klubu ČPK od svých 15 let. Patřila k silné generaci brněnských plavkyň, které sportovně vyrostly v době okupovaného Československa pod vedením manželů Zory a Stanislava Krajíčkových. Specializovala se na plavecký styl prsa a později nový styl motýlek.
V roce 1947 reprezentovala Československo na mistrovství Evropy v Monte Carlu. Na trati 200 m prsa nepostoupila v novém československém rekordu 3:09,4 z rozplaveb do dalších bojů. Po návratu z mistrovství Evropy jí byla za nekázeň svazem pozastavena závodní činnost na tři měsíce. V roce 1948 na olympijských hrách v Londýně nestartovala.
V roce 1948 vstoupil, v rámci slučovaní tělovýchovy, její domovský klub ČPK Brno do Sokola Brno IV a ještě v témže roce na podzim spadl Sokol Brno IV pod závodní sokolskou jednotu (ZSJ) Gottwaldovy závody (GZ). Za sloučený klub závodila do roku 1951, kdy byl oddíl plaveckých sportů ZSJ GZ rozpuštěn. V roce 1951 přešla do Sokolu Zbrojovka Brno (původní KVS Brno, dnešní SPK Kometa Brno). Sportovní kariéru ukončila v roce 1953.